# Reinhardtův fond
Reinhardtův fond (pojmenovaný po jeho tvůrci Fritzi Reinhardtovi) bylo několik nacistických bankovních účtů s penězi a cennostmi ukradenými vězňům a obětím koncentračních a vyhlazovacích táborů. Peníze byly použity k financování množství významných německých konstrukčních projektů, včetně budování nových koncentračních táborů.